# Sapin de Corée
Abies koreana
Espèce
Classification phylogénétique
Statut de conservation UICN

 EN B2ab(ii,iii,v) : En danger
Le sapin de Corée (Abies koreana, 구상나무 Gusang namu en Coréen) est une espèce d'arbre de la famille des Pinaceae originaire de Corée qui se caractérise par le reflet argenté de ses aiguilles.
C'est une espèce quasi-menacée dans son environnement naturel.
De nombreux cultivars sont destinés aux jardins des zones tempérées, dont la variété naine 'Silberlocke' est la plus fameuse. Ce cultivar a remporté le prix du Garden Merit de la Royal Horticultural Society.

## Description
Ce petit sapin mesure entre 10 et 18 mètres de hauteur. Son tronc peut atteindre 0,7 m de diamètre. Il se caractérise par de très beaux cônes dressés, qui apparaissent dès que le plant atteint 1 m de haut. 

## Habitat
Dans son environnement naturel, on trouve Abies koreana entre 1 000 et  1 900 mètres d'altitude dans les montagnes à fortes précipitations estivales et enneigées en hiver.

## Distribution
Abies koreana est originaire des hautes montagnes de Corée du Sud, ainsi que de l'île de Jeju-do.

## Illustrations

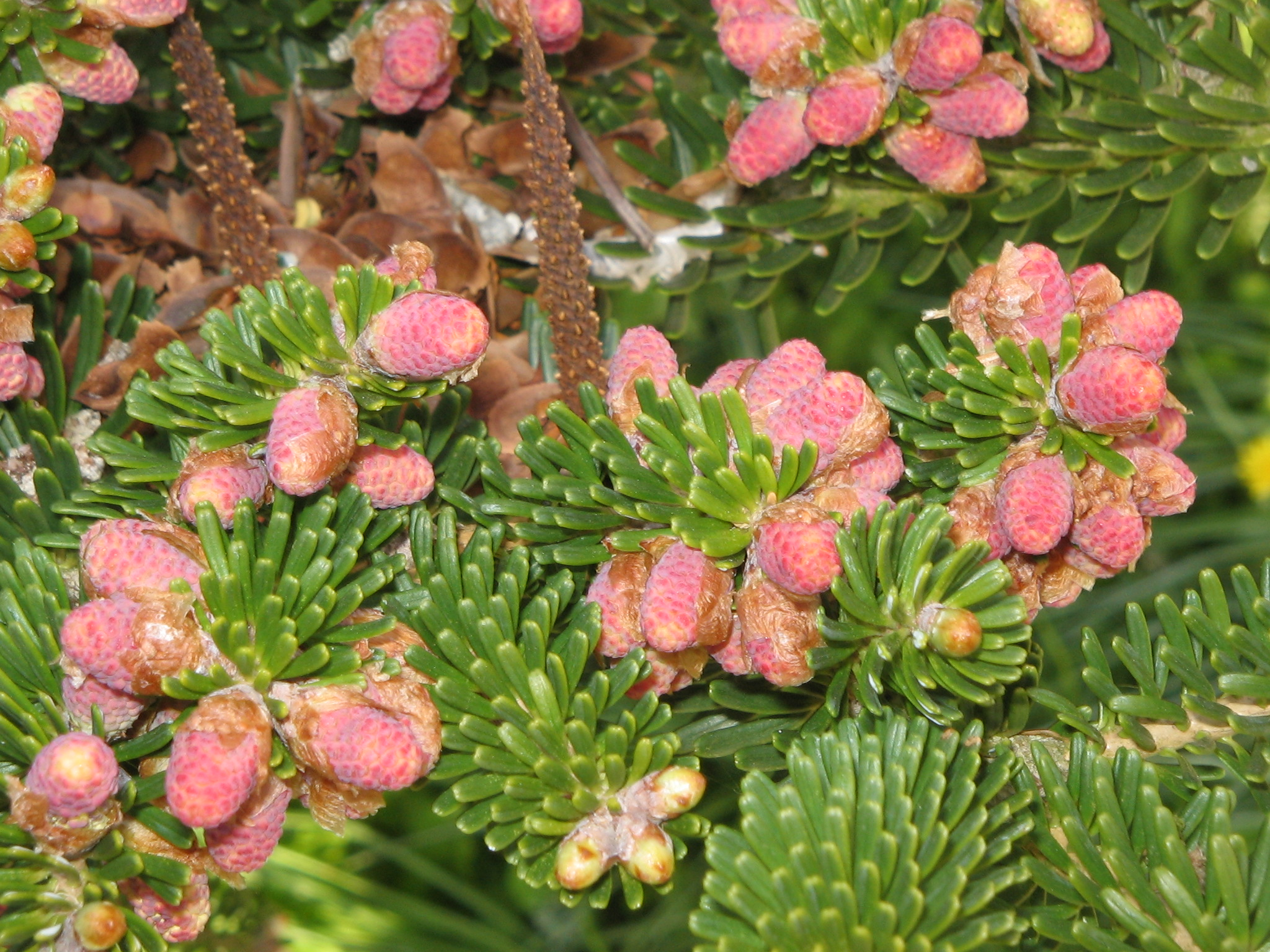
Floraison au printemps
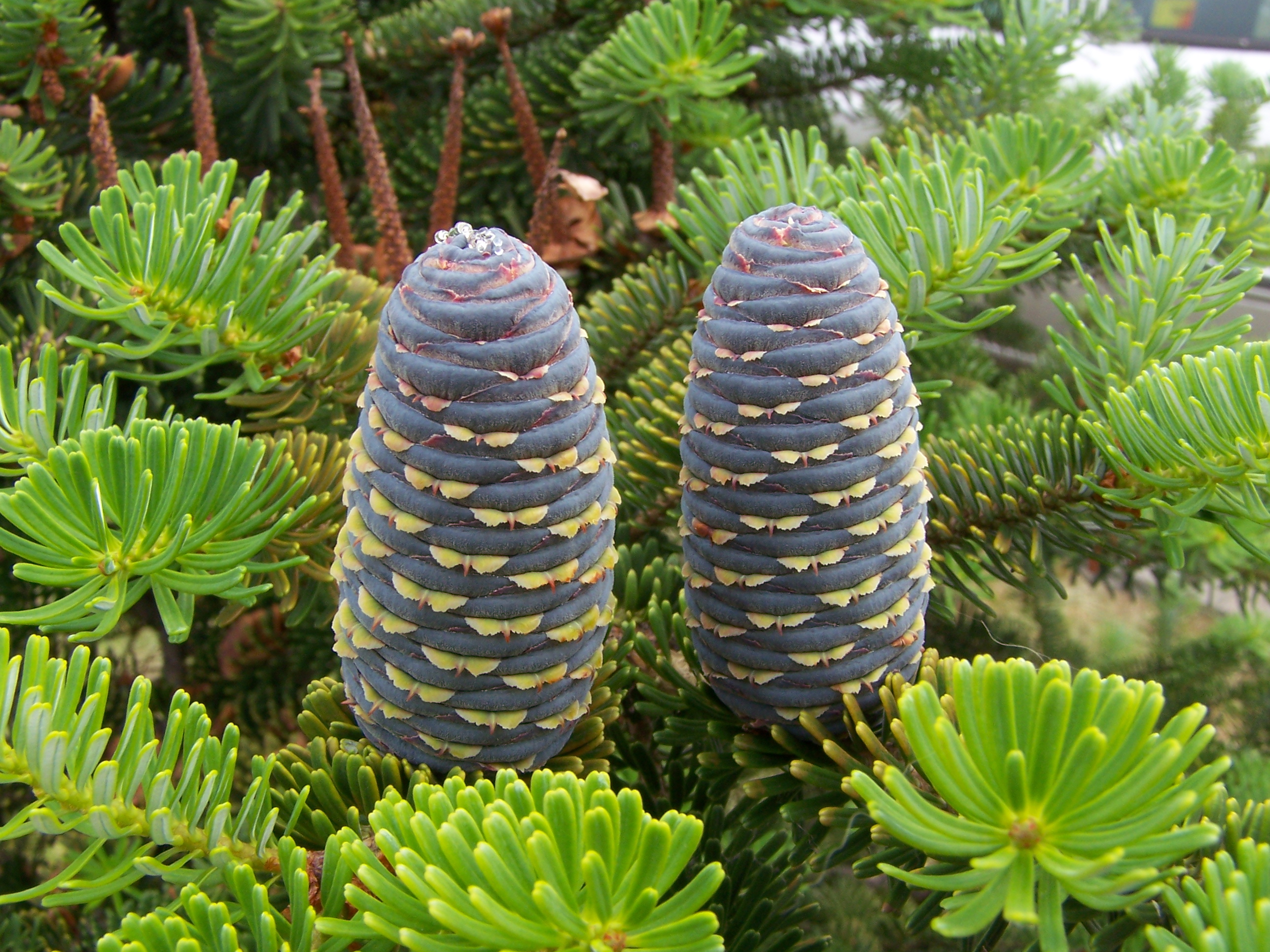
Jeunes cones
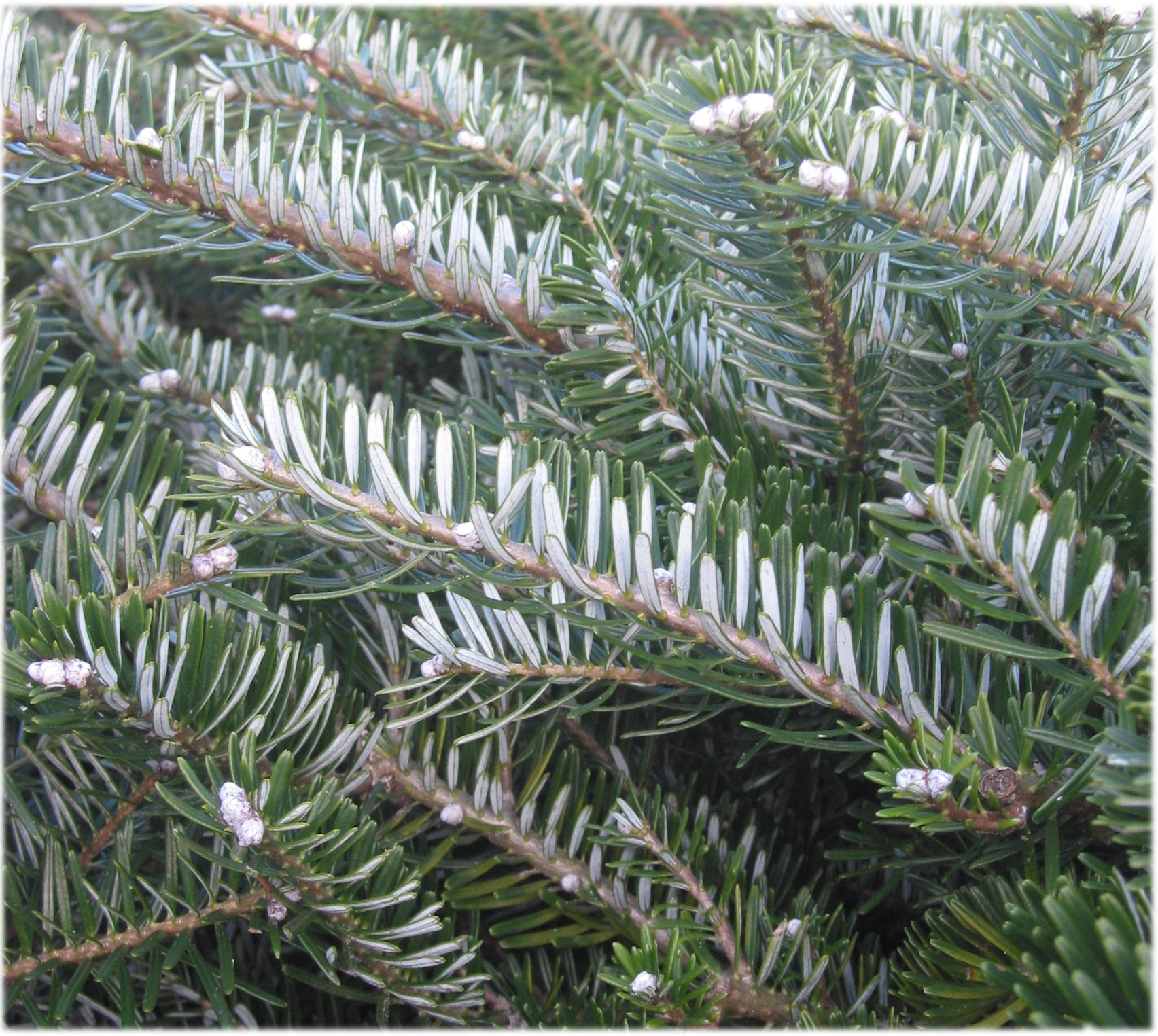
Détail des aiguilles
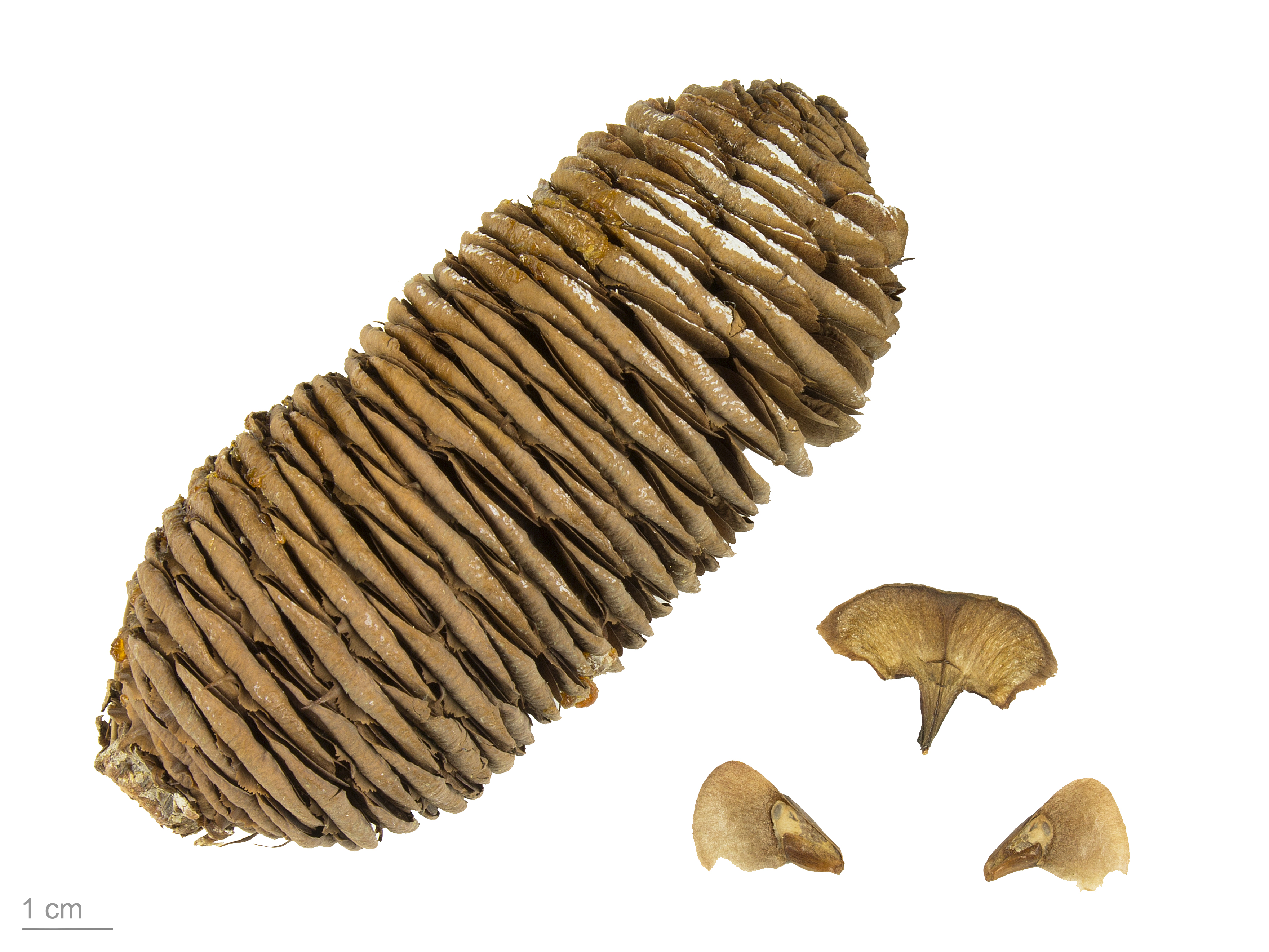
Abies koreana - Muséum de Toulouse